# 1218
Portal Geschichte | Portal Biografien | Aktuelle Ereignisse | Jahreskalender | Tagesartikel

◄ |
12. Jahrhundert |
13. Jahrhundert
| 14. Jahrhundert | ►

◄ |
1180er |
1190er |
1200er |
1210er
| 1220er | 1230er | 1240er | ►

◄◄ |
◄ |
1214 |
1215 |
1216 |
1217 |
1218
| 1219 | 1220 | 1221 | 1222 | ► | ►►
Staatsoberhäupter  · Nekrolog
| Januar | Januar | Januar | Januar | Januar | Januar | Januar | Januar |
| Kw     | Mo     | Di     | Mi     | Do     | Fr     | Sa     | So     |
| ------ | ------ | ------ | ------ | ------ | ------ | ------ | ------ |
| 1      | 1      | 2      | 3      | 4      | 5      | 6      | 7      |
| 2      | 8      | 9      | 10     | 11     | 12     | 13     | 14     |
| 3      | 15     | 16     | 17     | 18     | 19     | 20     | 21     |
| 4      | 22     | 23     | 24     | 25     | 26     | 27     | 28     |
| 5      | 29     | 30     | 31     |        |        |        |        |

| Februar | Februar | Februar | Februar | Februar | Februar | Februar | Februar |
| Kw      | Mo      | Di      | Mi      | Do      | Fr      | Sa      | So      |
| ------- | ------- | ------- | ------- | ------- | ------- | ------- | ------- |
| 5       |         |         |         | 1       | 2       | 3       | 4       |
| 6       | 5       | 6       | 7       | 8       | 9       | 10      | 11      |
| 7       | 12      | 13      | 14      | 15      | 16      | 17      | 18      |
| 8       | 19      | 20      | 21      | 22      | 23      | 24      | 25      |
| 9       | 26      | 27      | 28      |         |         |         |         |

| März | März | März | März | März | März | März | März |
| Kw   | Mo   | Di   | Mi   | Do   | Fr   | Sa   | So   |
| ---- | ---- | ---- | ---- | ---- | ---- | ---- | ---- |
| 9    |      |      |      | 1    | 2    | 3    | 4    |
| 10   | 5    | 6    | 7    | 8    | 9    | 10   | 11   |
| 11   | 12   | 13   | 14   | 15   | 16   | 17   | 18   |
| 12   | 19   | 20   | 21   | 22   | 23   | 24   | 25   |
| 13   | 26   | 27   | 28   | 29   | 30   | 31   |      |

| April | April | April | April | April | April | April | April |
| Kw    | Mo    | Di    | Mi    | Do    | Fr    | Sa    | So    |
| ----- | ----- | ----- | ----- | ----- | ----- | ----- | ----- |
| 13    |       |       |       |       |       |       | 1     |
| 14    | 2     | 3     | 4     | 5     | 6     | 7     | 8     |
| 15    | 9     | 10    | 11    | 12    | 13    | 14    | 15    |
| 16    | 16    | 17    | 18    | 19    | 20    | 21    | 22    |
| 17    | 23    | 24    | 25    | 26    | 27    | 28    | 29    |
| 18    | 30    |       |       |       |       |       |       |

| Mai | Mai | Mai | Mai | Mai | Mai | Mai | Mai |
| Kw  | Mo  | Di  | Mi  | Do  | Fr  | Sa  | So  |
| --- | --- | --- | --- | --- | --- | --- | --- |
| 18  |     | 1   | 2   | 3   | 4   | 5   | 6   |
| 19  | 7   | 8   | 9   | 10  | 11  | 12  | 13  |
| 20  | 14  | 15  | 16  | 17  | 18  | 19  | 20  |
| 21  | 21  | 22  | 23  | 24  | 25  | 26  | 27  |
| 22  | 28  | 29  | 30  | 31  |     |     |     |

| Juni | Juni | Juni | Juni | Juni | Juni | Juni | Juni |
| Kw   | Mo   | Di   | Mi   | Do   | Fr   | Sa   | So   |
| ---- | ---- | ---- | ---- | ---- | ---- | ---- | ---- |
| 22   |      |      |      |      | 1    | 2    | 3    |
| 23   | 4    | 5    | 6    | 7    | 8    | 9    | 10   |
| 24   | 11   | 12   | 13   | 14   | 15   | 16   | 17   |
| 25   | 18   | 19   | 20   | 21   | 22   | 23   | 24   |
| 26   | 25   | 26   | 27   | 28   | 29   | 30   |      |

| Juli | Juli | Juli | Juli | Juli | Juli | Juli | Juli |
| Kw   | Mo   | Di   | Mi   | Do   | Fr   | Sa   | So   |
| ---- | ---- | ---- | ---- | ---- | ---- | ---- | ---- |
| 26   |      |      |      |      |      |      | 1    |
| 27   | 2    | 3    | 4    | 5    | 6    | 7    | 8    |
| 28   | 9    | 10   | 11   | 12   | 13   | 14   | 15   |
| 29   | 16   | 17   | 18   | 19   | 20   | 21   | 22   |
| 30   | 23   | 24   | 25   | 26   | 27   | 28   | 29   |
| 31   | 30   | 31   |      |      |      |      |      |

| August | August | August | August | August | August | August | August |
| Kw     | Mo     | Di     | Mi     | Do     | Fr     | Sa     | So     |
| ------ | ------ | ------ | ------ | ------ | ------ | ------ | ------ |
| 31     |        |        | 1      | 2      | 3      | 4      | 5      |
| 32     | 6      | 7      | 8      | 9      | 10     | 11     | 12     |
| 33     | 13     | 14     | 15     | 16     | 17     | 18     | 19     |
| 34     | 20     | 21     | 22     | 23     | 24     | 25     | 26     |
| 35     | 27     | 28     | 29     | 30     | 31     |        |        |

| September | September | September | September | September | September | September | September |
| Kw        | Mo        | Di        | Mi        | Do        | Fr        | Sa        | So        |
| --------- | --------- | --------- | --------- | --------- | --------- | --------- | --------- |
| 35        |           |           |           |           |           | 1         | 2         |
| 36        | 3         | 4         | 5         | 6         | 7         | 8         | 9         |
| 37        | 10        | 11        | 12        | 13        | 14        | 15        | 16        |
| 38        | 17        | 18        | 19        | 20        | 21        | 22        | 23        |
| 39        | 24        | 25        | 26        | 27        | 28        | 29        | 30        |

| Oktober | Oktober | Oktober | Oktober | Oktober | Oktober | Oktober | Oktober |
| Kw      | Mo      | Di      | Mi      | Do      | Fr      | Sa      | So      |
| ------- | ------- | ------- | ------- | ------- | ------- | ------- | ------- |
| 40      | 1       | 2       | 3       | 4       | 5       | 6       | 7       |
| 41      | 8       | 9       | 10      | 11      | 12      | 13      | 14      |
| 42      | 15      | 16      | 17      | 18      | 19      | 20      | 21      |
| 43      | 22      | 23      | 24      | 25      | 26      | 27      | 28      |
| 44      | 29      | 30      | 31      |         |         |         |         |

| November | November | November | November | November | November | November | November |
| Kw       | Mo       | Di       | Mi       | Do       | Fr       | Sa       | So       |
| -------- | -------- | -------- | -------- | -------- | -------- | -------- | -------- |
| 44       |          |          |          | 1        | 2        | 3        | 4        |
| 45       | 5        | 6        | 7        | 8        | 9        | 10       | 11       |
| 46       | 12       | 13       | 14       | 15       | 16       | 17       | 18       |
| 47       | 19       | 20       | 21       | 22       | 23       | 24       | 25       |
| 48       | 26       | 27       | 28       | 29       | 30       |          |          |

| Dezember | Dezember | Dezember | Dezember | Dezember | Dezember | Dezember | Dezember |
| Kw       | Mo       | Di       | Mi       | Do       | Fr       | Sa       | So       |
| -------- | -------- | -------- | -------- | -------- | -------- | -------- | -------- |
| 48       |          |          |          |          |          | 1        | 2        |
| 49       | 3        | 4        | 5        | 6        | 7        | 8        | 9        |
| 50       | 10       | 11       | 12       | 13       | 14       | 15       | 16       |
| 51       | 17       | 18       | 19       | 20       | 21       | 22       | 23       |
| 52       | 24       | 25       | 26       | 27       | 28       | 29       | 30       |
| 1        | 31       |          |          |          |          |          |          |

| Januar | Januar | Januar | Januar | Januar | Januar | Januar | Januar |
| Kw     | Mo     | Di     | Mi     | Do     | Fr     | Sa     | So     |
| ------ | ------ | ------ | ------ | ------ | ------ | ------ | ------ |
| 1      | 1      | 2      | 3      | 4      | 5      | 6      | 7      |
| 2      | 8      | 9      | 10     | 11     | 12     | 13     | 14     |
| 3      | 15     | 16     | 17     | 18     | 19     | 20     | 21     |
| 4      | 22     | 23     | 24     | 25     | 26     | 27     | 28     |
| 5      | 29     | 30     | 31     |        |        |        |        |

| Februar | Februar | Februar | Februar | Februar | Februar | Februar | Februar |
| Kw      | Mo      | Di      | Mi      | Do      | Fr      | Sa      | So      |
| ------- | ------- | ------- | ------- | ------- | ------- | ------- | ------- |
| 5       |         |         |         | 1       | 2       | 3       | 4       |
| 6       | 5       | 6       | 7       | 8       | 9       | 10      | 11      |
| 7       | 12      | 13      | 14      | 15      | 16      | 17      | 18      |
| 8       | 19      | 20      | 21      | 22      | 23      | 24      | 25      |
| 9       | 26      | 27      | 28      |         |         |         |         |

| März | März | März | März | März | März | März | März |
| Kw   | Mo   | Di   | Mi   | Do   | Fr   | Sa   | So   |
| ---- | ---- | ---- | ---- | ---- | ---- | ---- | ---- |
| 9    |      |      |      | 1    | 2    | 3    | 4    |
| 10   | 5    | 6    | 7    | 8    | 9    | 10   | 11   |
| 11   | 12   | 13   | 14   | 15   | 16   | 17   | 18   |
| 12   | 19   | 20   | 21   | 22   | 23   | 24   | 25   |
| 13   | 26   | 27   | 28   | 29   | 30   | 31   |      |

| April | April | April | April | April | April | April | April |
| Kw    | Mo    | Di    | Mi    | Do    | Fr    | Sa    | So    |
| ----- | ----- | ----- | ----- | ----- | ----- | ----- | ----- |
| 13    |       |       |       |       |       |       | 1     |
| 14    | 2     | 3     | 4     | 5     | 6     | 7     | 8     |
| 15    | 9     | 10    | 11    | 12    | 13    | 14    | 15    |
| 16    | 16    | 17    | 18    | 19    | 20    | 21    | 22    |
| 17    | 23    | 24    | 25    | 26    | 27    | 28    | 29    |
| 18    | 30    |       |       |       |       |       |       |

| Mai | Mai | Mai | Mai | Mai | Mai | Mai | Mai |
| Kw  | Mo  | Di  | Mi  | Do  | Fr  | Sa  | So  |
| --- | --- | --- | --- | --- | --- | --- | --- |
| 18  |     | 1   | 2   | 3   | 4   | 5   | 6   |
| 19  | 7   | 8   | 9   | 10  | 11  | 12  | 13  |
| 20  | 14  | 15  | 16  | 17  | 18  | 19  | 20  |
| 21  | 21  | 22  | 23  | 24  | 25  | 26  | 27  |
| 22  | 28  | 29  | 30  | 31  |     |     |     |

| Juni | Juni | Juni | Juni | Juni | Juni | Juni | Juni |
| Kw   | Mo   | Di   | Mi   | Do   | Fr   | Sa   | So   |
| ---- | ---- | ---- | ---- | ---- | ---- | ---- | ---- |
| 22   |      |      |      |      | 1    | 2    | 3    |
| 23   | 4    | 5    | 6    | 7    | 8    | 9    | 10   |
| 24   | 11   | 12   | 13   | 14   | 15   | 16   | 17   |
| 25   | 18   | 19   | 20   | 21   | 22   | 23   | 24   |
| 26   | 25   | 26   | 27   | 28   | 29   | 30   |      |

| Juli | Juli | Juli | Juli | Juli | Juli | Juli | Juli |
| Kw   | Mo   | Di   | Mi   | Do   | Fr   | Sa   | So   |
| ---- | ---- | ---- | ---- | ---- | ---- | ---- | ---- |
| 26   |      |      |      |      |      |      | 1    |
| 27   | 2    | 3    | 4    | 5    | 6    | 7    | 8    |
| 28   | 9    | 10   | 11   | 12   | 13   | 14   | 15   |
| 29   | 16   | 17   | 18   | 19   | 20   | 21   | 22   |
| 30   | 23   | 24   | 25   | 26   | 27   | 28   | 29   |
| 31   | 30   | 31   |      |      |      |      |      |

| August | August | August | August | August | August | August | August |
| Kw     | Mo     | Di     | Mi     | Do     | Fr     | Sa     | So     |
| ------ | ------ | ------ | ------ | ------ | ------ | ------ | ------ |
| 31     |        |        | 1      | 2      | 3      | 4      | 5      |
| 32     | 6      | 7      | 8      | 9      | 10     | 11     | 12     |
| 33     | 13     | 14     | 15     | 16     | 17     | 18     | 19     |
| 34     | 20     | 21     | 22     | 23     | 24     | 25     | 26     |
| 35     | 27     | 28     | 29     | 30     | 31     |        |        |

| September | September | September | September | September | September | September | September |
| Kw        | Mo        | Di        | Mi        | Do        | Fr        | Sa        | So        |
| --------- | --------- | --------- | --------- | --------- | --------- | --------- | --------- |
| 35        |           |           |           |           |           | 1         | 2         |
| 36        | 3         | 4         | 5         | 6         | 7         | 8         | 9         |
| 37        | 10        | 11        | 12        | 13        | 14        | 15        | 16        |
| 38        | 17        | 18        | 19        | 20        | 21        | 22        | 23        |
| 39        | 24        | 25        | 26        | 27        | 28        | 29        | 30        |

| Oktober | Oktober | Oktober | Oktober | Oktober | Oktober | Oktober | Oktober |
| Kw      | Mo      | Di      | Mi      | Do      | Fr      | Sa      | So      |
| ------- | ------- | ------- | ------- | ------- | ------- | ------- | ------- |
| 40      | 1       | 2       | 3       | 4       | 5       | 6       | 7       |
| 41      | 8       | 9       | 10      | 11      | 12      | 13      | 14      |
| 42      | 15      | 16      | 17      | 18      | 19      | 20      | 21      |
| 43      | 22      | 23      | 24      | 25      | 26      | 27      | 28      |
| 44      | 29      | 30      | 31      |         |         |         |         |

| November | November | November | November | November | November | November | November |
| Kw       | Mo       | Di       | Mi       | Do       | Fr       | Sa       | So       |
| -------- | -------- | -------- | -------- | -------- | -------- | -------- | -------- |
| 44       |          |          |          | 1        | 2        | 3        | 4        |
| 45       | 5        | 6        | 7        | 8        | 9        | 10       | 11       |
| 46       | 12       | 13       | 14       | 15       | 16       | 17       | 18       |
| 47       | 19       | 20       | 21       | 22       | 23       | 24       | 25       |
| 48       | 26       | 27       | 28       | 29       | 30       |          |          |

| Dezember | Dezember | Dezember | Dezember | Dezember | Dezember | Dezember | Dezember |
| Kw       | Mo       | Di       | Mi       | Do       | Fr       | Sa       | So       |
| -------- | -------- | -------- | -------- | -------- | -------- | -------- | -------- |
| 48       |          |          |          |          |          | 1        | 2        |
| 49       | 3        | 4        | 5        | 6        | 7        | 8        | 9        |
| 50       | 10       | 11       | 12       | 13       | 14       | 15       | 16       |
| 51       | 17       | 18       | 19       | 20       | 21       | 22       | 23       |
| 52       | 24       | 25       | 26       | 27       | 28       | 29       | 30       |
| 1        | 31       |          |          |          |          |          |          |

## Ereignisse

### Politik und Weltgeschehen

#### Kreuzzug von Damiette
Der Fünfte Kreuzzug unter Johann von Brienne kann über Monate hinweg keine Fortschritte gegen die Ayyubiden unter Sultan Abu-Bakr Malik al-ʿAdil I. erzielen, da diese einer offenen Feldschlacht immer wieder ausweichen. Am 10. Januar stirbt Hugo I. von Zypern, was dessen Kontingent zur Heimreise veranlasst. Auch Bohemund IV. von Antiochia, der im gleichen Jahr Melusine von Jerusalem heiratet, und Andreas II. von Ungarn kehren im Laufe des Januar in ihre Heimatländer zurück. 
- April/Mai: Der Kölner Kreuzzugsprediger Thomas Olivier und Graf Wilhelm I. von Holland treffen mit niederländischen, flämischen, friesischen und deutschen Kreuzrittern in Akkon ein. Die Kreuzfahrer beschließen daraufhin, die Ayyubiden in Ägypten anzugreifen. Ein Bündnis mit den muslimischen Rum-Seldschuken unter Sultan Kai Kaus I. sieht vor, dass diese das Ayyubidenreich gleichzeitig in Syrien angreifen sollen.
- 24. Mai: Der Kreuzzug setzt von Akkon aus Segel und erreicht die ägyptische Hafenstadt Damiette drei Tage später. Im Juni werden zwei Angriffe der Ayyubiden auf das Kreuzfahrerlager abgewehrt.

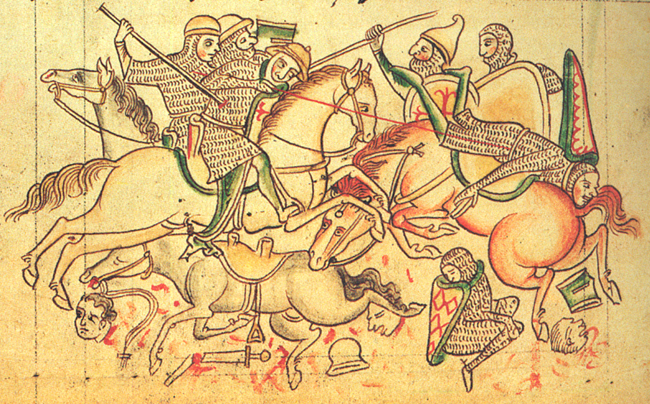
Kreuzritter im Kampf gegen die Sarazenen vor Damiette, Darstellung aus der Chronica majora des Matthäus Paris

- 24. August: Es gelingt den Europäern, mit Hilfe eines von Thomas Olivier ersonnenen Schiffsturmes den Kettenturm von Damiette zu erobern. Sie gewinnen damit die Kontrolle über den einzig schiffbaren Seitenarm des Nils. Wenige Tage später stirbt Sultan al-Adil I., woraufhin es zu Machtkämpfen unter den Ayyubiden kommt. al-Kamil Muhammad al-Malik übernimmt schließlich die Herrschaft in Ägypten, sein Bruder al-Malik al-Muʿazzam ʿĪsā Scharaf ad-Dīn wird Emir von Syrien und Palästina inklusive Jerusalem und al-Malik al-Aschraf Musa erhält Dschazira im mesopotamischen Raum.
- August: Kardinal Pelagius von Albano, von Papst Honorius III. zum Führer des Kreuzzuges ernannt, stößt mit einem italienischen Kontingent zu den Kreuzfahrern. Wenig später lehnt er ein Friedensangebot al-Kamils, das die Rückgabe Jerusalems und einen 30-jährigen Waffenstillstand beinhaltet, ab.

#### Kreuzfahrerstaaten

Wappen des Hauses Lusignan

- 10. Januar: Als König Hugo I. aus dem Haus Lusignan stirbt, ist sein Sohn und Nachfolger Heinrich I. gerade wenige Monate alt. Die Regentschaft im Königreich Zypern übernimmt daher seine Mutter Alice de Champagne. Philipp von Ibelin wird zum Bailli ernannt.

#### Okzitanien
- 15. April: Nach mehrmonatiger Belagerung von Toulouse beginnt Simon de Montfort, Anführer des Albigenserkreuzzuges, mit den aktiven Angriffen auf die von Graf Raimund VI. von Toulouse verteidigte Stadt.
- 7. Juni: Raimunds Sohn Raimund VII. kann unter dem Jubel der Bevölkerung den Belagerungsring durchbrechen und verstärkt die Verteidiger mit einem Kontingent provencalischer Ritter.
- 24. Juni: Simon de Montfort gibt den Befehl zum Sturmangriff auf die Stadt. Am nächsten Tag beginnen die Verteidiger mit einem Ausfall, im Zuge dessen Simon de Montfort durch einen Felsbrocken aus einem Katapult getötet wird.
- 26. Juni: Die französischen Kreuzritter und Barone erweisen Amaury de Montfort ihre Huldigung als ihrem neuen Anführer und Erben aller Titel und Domänen seines Vaters. Dieser führt die Belagerung zunächst fort.
- 25. Juli: Die Belagerung wird aufgehoben. Die Kreuzritter ziehen sich nach Carcassonne zurück.
- Im gesamten Languedoc brechen Aufstände gegen die Kreuzzügler aus und es gelingt den beiden Raimunds bis Ende des Jahres praktisch die gesamte Grafschaft Toulouse wieder unter ihre Kontrolle zu kriegen.
- Der französische Kronprinz Ludwig übernimmt die Führung des Albigenserkreuzzuges.

#### Iberische Halbinsel
- 8. September: Graf Sancho von Roussillon legt die Regentschaft für den minderjährigen König Jakob I. von Aragón zurück.

#### Osteuropa und Balkan
- 2. Februar: Juri II. wird nach dem Tod seines Bruders Konstantin Großfürst von Wladimir aus dem Geschlecht der Rurikiden.
- Iwan Assen II. verdrängt Boril vom bulgarischen Thron und heiratet Maria, die Tochter des ungarischen Königs Andreas II.

#### Asien
- Dschingis Khan unterwirft das Kara Khitai-Reich am Balchaschsee.
- Auf einer Reichsversammlung der Mongolen kommt es zu heftigen Streitigkeiten unter Dschingis Khans Söhnen Dschötschi, Tschagatai, Ögedei und Tolui. Letztlich kann eine Einigung erzielt werden und Ögedei wird vertraglich als Thronfolger festgelegt. Weiters wird ein Feldzug gegen die Choresm-Schahs beschlossen.

#### Stadtrechte und urkundliche Ersterwähnungen
- 15. April: Die Urkunde Goldene Handfeste wird durch König Friedrich II. in Frankfurt am Main ausgestellt. Bern erhält darin Stadtrechte und wird Freie Reichsstadt. Die Urkunde soll eine Fälschung sein, doch das angebrachte kaiserliche Siegel ist echt.
- 24. Juni: Fürst Heinrich Borwin I von Mecklenburg gründet auf Gebiet, das Heinrich der Löwe Borwins Vater zum Lehen gegeben hat, die Stadt Rostock. Deren Bürgern gewährt er Zollfreiheit. Um diese Zeit entstehen an der Ostsee weitere Stadte – Wismar etwa und Stralsund –, deren Bürger bald mit Lübecker Kaufleuten Hansen bilden und so am lukrativen Handel mit Hering aus Schonen partizipieren.
- Die Zähringer sterben aus. Große Ländereien der heutigen Schweiz fallen an die Kyburger (Gerichtsbarkeit an die Habsburger). Bern, Zürich und Solothurn erhalten Stadtrecht und werden Reichsunmittelbare Städte.
- Mandach, Mumpf, Oberdiessbach und Worpswede werden erstmals urkundlich erwähnt.
- Werl erhält das Stadtrecht.

### Wissenschaft und Technik

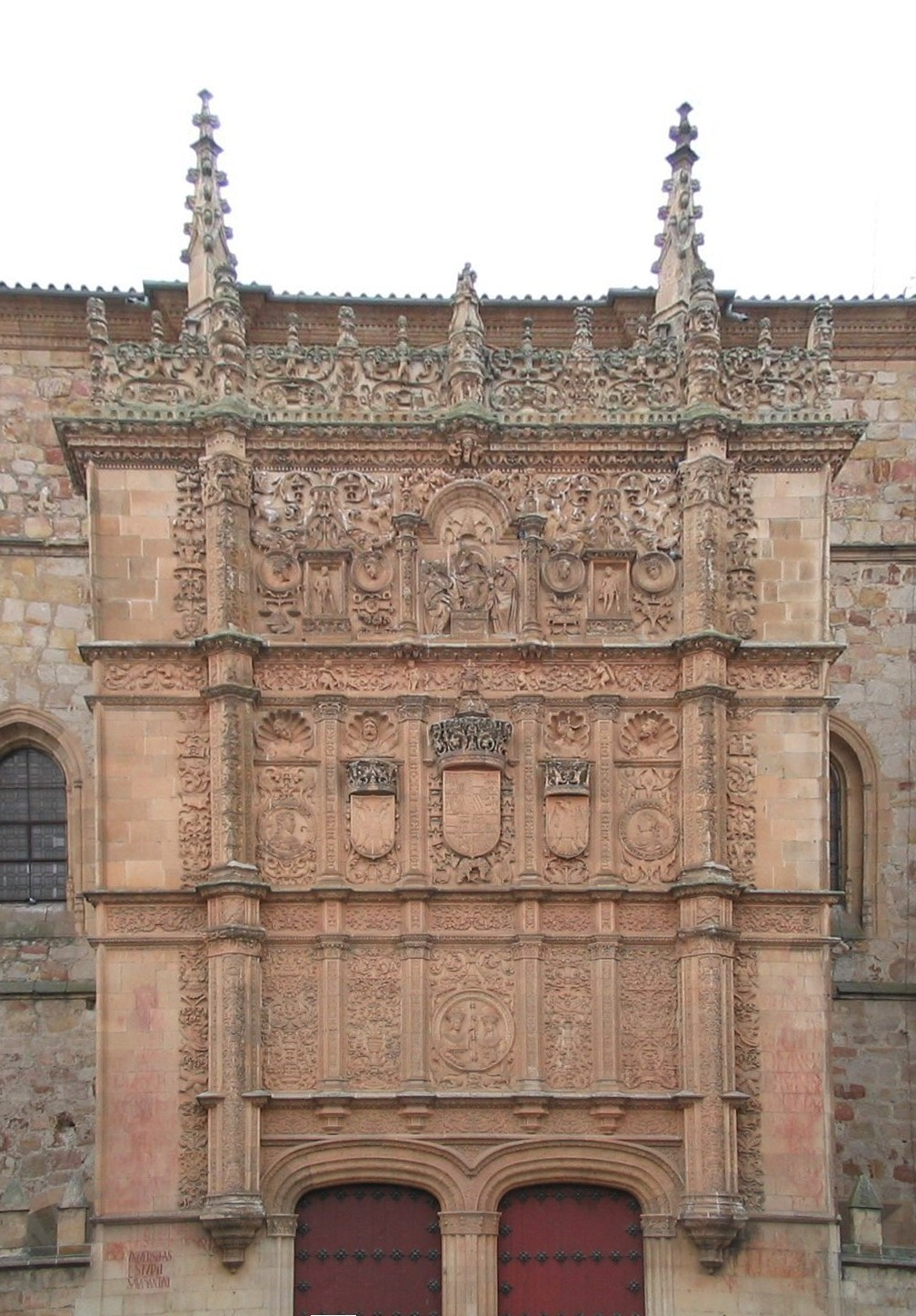
Fassade der Escuelas Mayores der Universität Salamanca

- Die Universität Salamanca wird von König Alfons IX. von León gegründet.

### Kultur
- um 1218: Der Cançon de la Crosada (Gesang vom Albigenserkreuzzug) wird von einem anonymen Dichter fertiggestellt.

### Religion
- 10. Februar: Berthold V. von Andechs, bislang Erzbischof von Kalocsa, wird als Nachfolger des am 23. Januar verstorbenen Wolfger von Erla Patriarch von Aquileia.
- 6. August: Die Dominikaner in Paris erhalten ein Fremdenhospiz (siehe auch Pilgerherberge) mit kleiner Kapelle. Damit ist der Konvent St. Jacques (nahe der Universität) gegründet.
- Petrus Nolascus und Raimund von Peñafort gründen den Mercedarierorden.
- Das Kloster Schmerlenbach wird durch Gottfried von Kugelnberg, Propst zu Mockstadt und Archidiakon von Würzburg, gegründet.
- Das Kloster Paraclet wird durch Enguerrand II. de Boves gegründet.

## Geboren

### Geburtsdatum gesichert
- 12. Februar: Kujō Yoritsune, Shogun des Kamakura-Shogunates in Japan († 1256)
- 1. Mai: Johann von Avesnes, Graf von Hennegau († 1257)
- 1. Mai: Rudolf I., Graf von Habsburg und römisch-deutscher König († 1291)
- 30. Oktober: Chūkyō, Kaiser von Japan († 1234)

### Genaues Geburtsdatum unbekannt
- Abel, Herzog von Schleswig und König von Dänemark († 1252)
- Bernhard I., Fürst von Anhalt-Bernburg († 1287)
- Trần Thái Tông, erste Kaiser der Trần-Dynastie († 1277)

### Geboren um 1218
- Jaromar II., Fürst von Rügen († 1260)

## Gestorben

### Erstes Halbjahr
- 10. Januar: Hugo I., König von Zypern (* 1195)
- 23. Januar: Wolfger von Erla, Bischof von Passau und Patriarch von Aquileia (* um 1140)
- 2. Februar: Konstantin, Großfürst von Wladimir (* 1185)
- 12. Februar: Alix von Courtenay, Gräfin von Joigny und Angoulême (* um 1160)
- 18. Februar: Berthold V., Herzog von Zähringen (* um 1160)
- 3. März: Dreux IV. de Mello, Herr von Saint-Bris und Baulche, später Herr von Mello, Kastellan von Loches und Châtillon-sur-Indre, Kreuzritter, Connétable von Frankreich (* 1138)
- 3. März: Rostislaw II., Großfürst der Kiewer Rus (* 1172)
- 6. März: Otto I., Bischof von Münster (* um 1170)

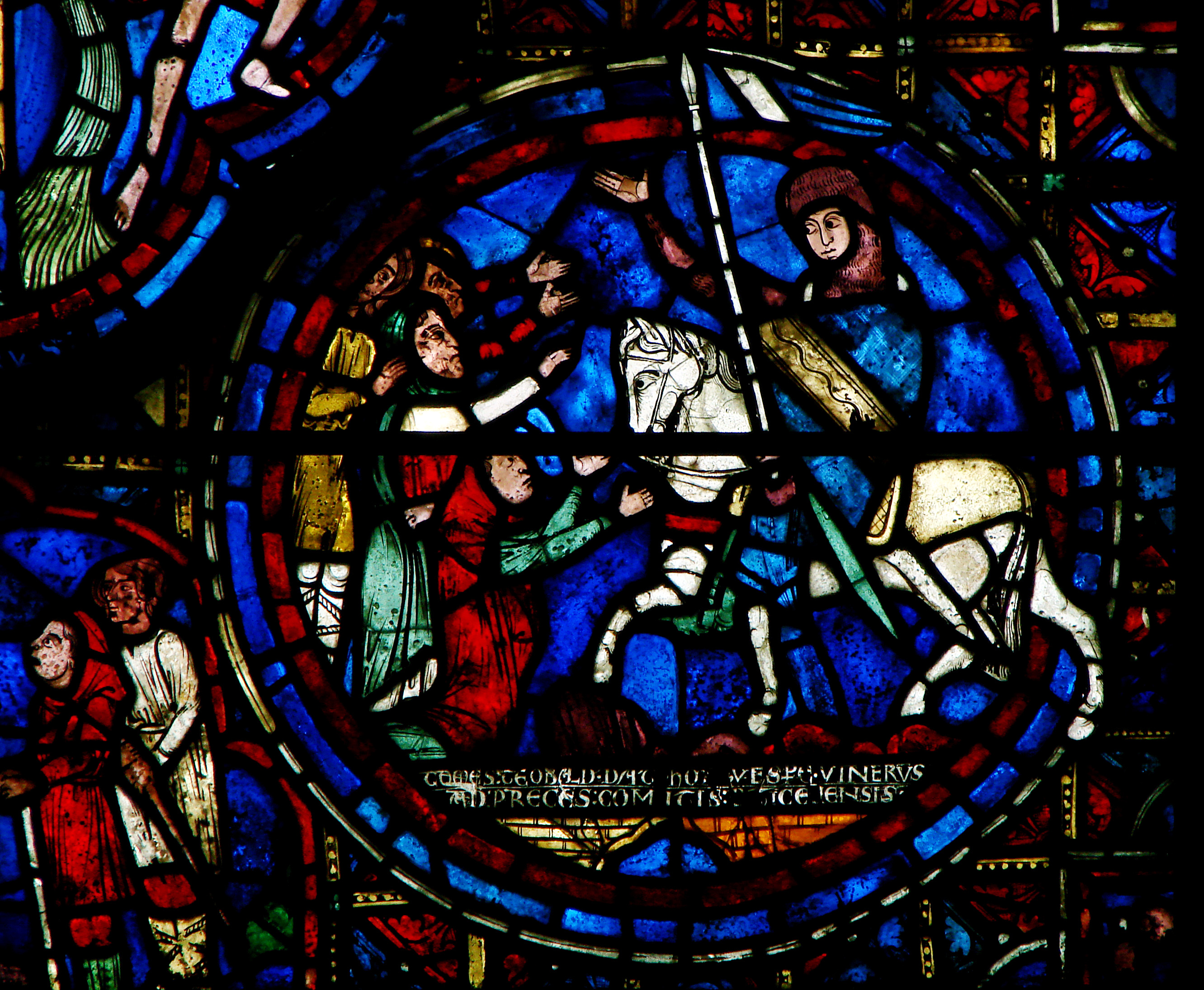
Darstellung Graf Theobalds in einem Fenster der Kathedrale von Chartres

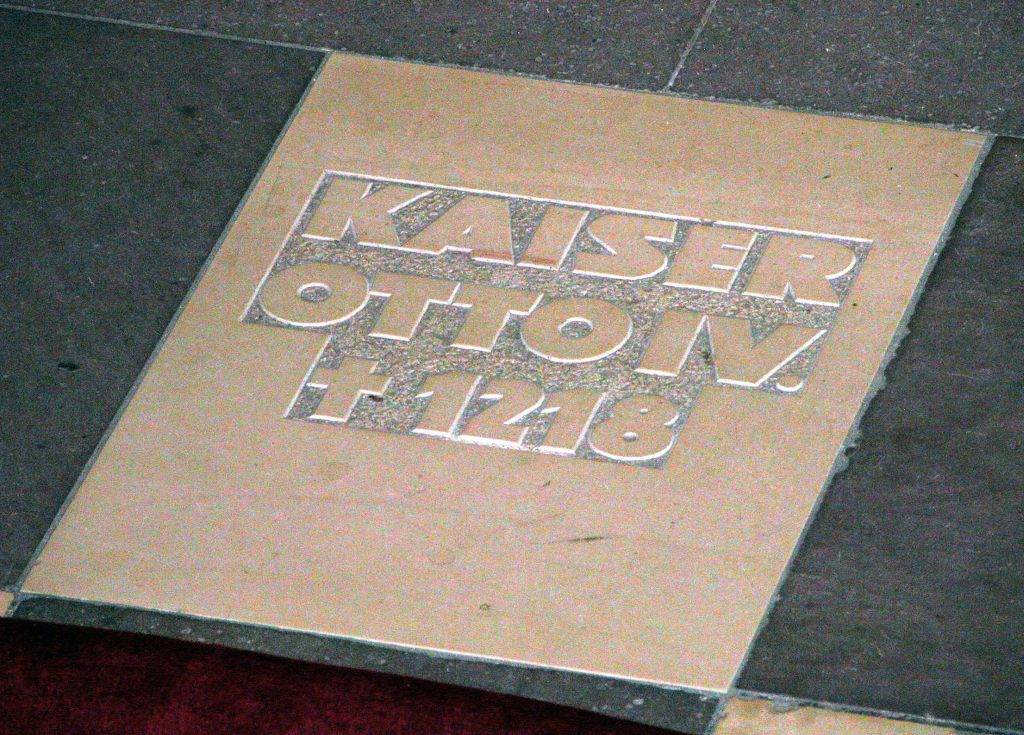
Grabplatte Ottos IV. im Braunschweiger Dom

- 19. Mai: Otto IV., Kaiser des Heiligen Römischen Reiches (* um 1170)
- 25. Juni: Simon IV. de Montfort, Anführer des Albigenserkreuzzugs (* um 1160)

### Zweites Halbjahr
- 6. Juli: Odo III., Herzog von Burgund (* 1166)
- 16. Juli: Silvester, Bischof von Worcester
- 29. Juli: Ludwig II., Graf von Loon (* um 1165)
- 7. August: Adolf III., Graf von Berg und Kreuzritter
- 26. August: Guillaume de Chartres, Großmeister des Templerordens (* um 1185)

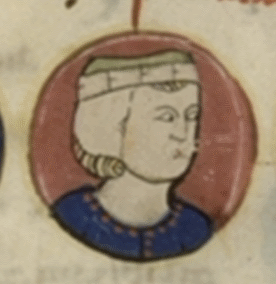
Robert II.

- 6. November: Friedrich von Wangen, Fürstbischof von Trient (* um 1175)
- 28. Dezember: Robert II., Graf von Dreux und Braine (* 1154)

### Genaues Todesdatum unbekannt
- April: Theobald VI., Graf von Blois und Châteaudun, Chartres, Clermont-en-Beauvaisis
- vor August: Jaromar I., Fürst auf Rügen (* vor 1141)
- August: al-Adil I., Sultan der Ayyubiden in Ägypten, Syrien und Mesopotamien (* 1145)
- Oktober: Aymar de Lairon, Herr von Caesarea und Marschall von Jerusalem, Marschall des Hospitaliterordens
- Arnulf von Walecourt, Vogt von Merzig (* um 1145)
- Friedrich von Baden, Markgraf von Verona und Baden, Kreuzritter (* um 1167)
- Gottfried III., Graf von Sponheim (* vor 1183)
- Wilhelm I., Graf von Sancerre

### Gestorben um 1218
- Sophia von Raabs, mittelalterliche Adelige
- 1218 oder 1219: Oliver FitzRoy, englischer Adeliger, unehelicher Sohn von Johann Ohneland